# Através de Flandres de 2016
A 71.ª edição da clássica ciclista Através de Flandres celebrou-se na Bélgica em 23 de março de 2016.
A corrida, que fez parte do UCI Europe Tour de 2016 na categoria 1.hc (máxima categoria destes circuitos), esteve a ponto de não se disputar devido aos Atentados em Bruxelas em março de 2016.
O ganhador final foi Jens Debusschere depois de ganhar no sprint a Bryan Coquard e Edward Theuns, respectivamente.

## Percurso
Através de Flandres dispôs de um percurso total de 199,7 quilómetros. esta corrida faz parte do calendário de clássicas de pavé, onde os primeiros 90 km não têm muita dificuldade. Os últimos 110 km concentraram 12 cotas, onde se destacava os muros do Paterberg e o Oude Kwaremont.
| Número | Nome             | Km  |
| ------ | ---------------- | --- |
| 1      | Nieuwe Kwaremont | 92  |
| 2      | Kattenberg       | 112 |
| 3      | Leberg           | 120 |
| 4      | Berendries       | 124 |
| 5      | Valkenberg       | 129 |
| 6      | Eikenberg        | 142 |
| 7      | Taaienberg       | 148 |
| 8      | Oude Kwaremont   | 166 |
| 9      | Paterberg        | 169 |
| 10     | Vossenhol        | 180 |
| 11     | Holstraat        | 184 |
| 12     | Nokereberg       | 192 |

## Equipas participantes
Tomaram parte na competição 22 equipas. 11 de categoria UCI Pro Team e 11 de categoria Profissional Continental. Formando assim um pelotão de 163 ciclistas, com entre 4 (Movistar) e 8 corredores a cada equipa -muitos equipas não puderam completar os 8 devido aos atentados de Bruxelas de 2016-, dos que acabaram 112. As equipas participantes foram:
| Equipa                      | Cód. UCI | Categoria                |
| --------------------------- | -------- | ------------------------ |
| Lotto Soudal                | LTS      | UCI Pro Team             |
| Movistar Team               | MOV      | UCI Pro Team             |
| BMC Racing Team             | BMC      | UCI Pro Team             |
| Etixx-Quick Step            | EQS      | UCI Pro Team             |
| Trek-Segafredo              | TFS      | UCI Pro Team             |
| Tinkoff                     | TNK      | UCI Pro Team             |
| Orica GreenEDGE             | OGE      | UCI Pro Team             |
| IAM Cycling                 | IAM      | UCI Pro Team             |
| Team Katusha                | KAT      | UCI Pro Team             |
| AG2R La Mondiale            | ALM      | UCI Pro Team             |
| Team LottoNL-Jumbo          | TLJ      | UCI Pro Team             |
| Topsport Vlaanderen-Baloise | TSV      | Profissional Continental |
| Wanty-Groupe Gobert         | WGG      | Profissional Continental |
| Direct Énergie              | DEN      | Profissional Continental |
| Cofidis, Solutions Crédits  | COF      | Profissional Continental |
| Fortuneo-Vital Concept      | FVC      | Profissional Continental |
| Southeast-Venezuela         | STH      | Profissional Continental |
| Roompot Oranje Peloton      | ROP      | Profissional Continental |
| CCC Sprandi Polkowice       | CCC      | Profissional Continental |
| Bora-Argon 18               | BOA      | Profissional Continental |
| Stölting Service Group      | SSG      | Profissional Continental |
| Gazprom-RusVelo             | GAZ      | Profissional Continental |

## Classificação final
- As classificações finalizaram da seguinte forma:[7]

| Posição | Ciclista         | Equipa              | Tempo           |
| ------- | ---------------- | ------------------- | --------------- |
| 1.º     | Jens Debusschere | Lotto Soudal        | 4 h 48 min 27 s |
| 2.º     | Bryan Coquard    | Direct Énergie      | m.t.            |
| 3.º     | Edward Theuns    | Trek-Segafredo      | m.t.            |
| 4.º     | Filippo Pozzato  | Southeast-Venezuela | m.t.            |
| 5.º     | Jens Keukeleire  | Orica GreenEDGE     | m.t.            |
| 6.º     | Giacomo Nizzolo  | Trek-Segafredo      | m.t.            |
| 7.º     | Oscar Gatto      | Tinkoff             | m.t.            |
| 8.º     | Scott Thwaites   | Bora-Argon 18       | m.t.            |
| 9.º     | Mike Teunissen   | LottoNL-Jumbo       | m.t.            |
| 10.º    | Fernando Gaviria | Etixx-Quick Step    | m.t.            |

| 11.º | Tom Van Asbroeck     | LottoNL-Jumbo               | m.t. |
| 12.º | Adrien Petit         | Direct Énergie              | m.t. |
| 13.º | Marco Marcato        | Wanty-Groupe Gobert         | m.t. |
| 14.º | Amaury Capiot        | Topsport Vlaanderen-Baloise | m.t. |
| 15.º | Mads Pedersen        | Stölting Service Group      | m.t. |
| 16.º | Christophe Laporte   | Cofidis, Solutions Crédits  | m.t. |
| 17.º | Pieter Vanspeybrouck | Topsport Vlaanderen-Baloise | m.t. |
| 18.º | Frederik Backaert    | Wanty-Groupe Gobert         | m.t. |
| 19.º | Loïc Vliegen         | BMC Racing                  | m.t. |
| 20.º | Jasper Stuyven       | Trek-Segafredo              | m.t. |

## UCI Europe Tour
Através de Flandres outorga pontos para o UCI Europe Tour de 2016. A seguinte tabela corresponde ao barómetro de pontuação:
| Posição   | 1.º | 2.º | 3.º | 4.º | 5.º | 6.º | 7.º | 8.º | 9.º | 10.º | 11.º | 12.º | 13.º | 14.º | 15.º | 16.º-30.º | 31.º-40.º |
| Pontuação | 200 | 150 | 125 | 100 | 85  | 70  | 60  | 50  | 40  | 35   | 30   | 25   | 20   | 15   | 10   | 5         | 3         |

| Posição | Ciclista         | Equipa              | Pontos |
| ------- | ---------------- | ------------------- | ------ |
| 1.º     | Jens Debusschere | Lotto Soudal        | 200    |
| 2.º     | Bryan Coquard    | Direct Énergie      | 150    |
| 3.º     | Edward Theuns    | Trek-Segafredo      | 125    |
| 4.º     | Filippo Pozzato  | Southeast-Venezuela | 100    |
| 5.º     | Jens Keukeleire  | Orica GreenEDGE     | 85     |
| 6.º     | Giacomo Nizzolo  | Lotto Soudal        | 70     |
| 7.º     | Oscar Gatto      | Tinkoff             | 60     |
| 8.º     | Scott Thwaites   | Bora-Argon 18       | 50     |
| 9.º     | Mike Teunissen   | Team LottoNL-Jumbo  | 40     |
| 10.º    | Fernando Gaviria | Etixx-Quick Step    | 35     |

Ademais, também outorgou pontos para o UCI World Ranking (classificação global de todas as competições internacionais).
| Posição   | 1º  | 2º  | 3º  | 4º  | 5º | 6º | 7º | 8º | 9º | 10º |
| Pontuação | 200 | 150 | 125 | 100 | 85 | 70 | 60 | 50 | 40 | 35  |

| Posição | Ciclista         | Equipa              | Pontos |
| ------- | ---------------- | ------------------- | ------ |
| 1.º     | Jens Debusschere | Lotto Soudal        | 200    |
| 2.º     | Bryan Coquard    | Direct Énergie      | 150    |
| 3.º     | Edward Theuns    | Trek-Segafredo      | 125    |
| 4.º     | Filippo Pozzato  | Southeast-Venezuela | 100    |
| 5.º     | Jens Keukeleire  | Orica GreenEDGE     | 85     |
| 6.º     | Giacomo Nizzolo  | Lotto Soudal        | 70     |
| 7.º     | Oscar Gatto      | Tinkoff             | 60     |
| 8.º     | Scott Thwaites   | Bora-Argon 18       | 50     |
| 9.º     | Mike Teunissen   | Team LottoNL-Jumbo  | 40     |
| 10.º    | Fernando Gaviria | Etixx-Quick Step    | 35     |